# Милоје Прековић
Милоје Прековић (Аранђеловац, 7. јуна 1991) српски је фудбалски голман, који тренутно наступа за Динамо из Самарканда.

## Трофеји и награде
Младост Лучани
- Прва лига Србије: 2013/14.[4]